# 福岡県道534号清滝古賀線
福岡県道534号清滝古賀線（ふくおかけんどう534ごう きよたきこがせん）は、福岡県古賀市を通る一般県道である。

## 概要
古賀市薦野から古賀市日吉に至る。ほぼ全線を大根川および花鶴川に沿っている。
古賀市新久保地内には現道のほかに新道も通っている。

### 路線データ
- 起点：古賀市薦野（清滝橋手前）
- 終点：古賀市日吉（終末処理場入口交差点、国道495号交点）

## 路線状況

### 道路施設

#### 橋梁
- 熊鶴橋（大根川、古賀市）
- 谿雲寺橋（大根川、古賀市）
- 太郎丸橋（大根川、古賀市）
- 古賀橋（花鶴川、古賀市）

## 地理

### 通過する自治体
- 古賀市

### 交差する道路
| 交差する道路                   | 交差する場所 | 交差する場所                      |
| ------------------------------ | ------------ | --------------------------------- |
| 福岡県道535号薦野福間線        | 薦野         |                                   |
| 福岡県道536号米多比谷山古賀線  | 米多比       |                                   |
| 福岡県道503号町川原赤間線      | 筵内         | 鷺白橋交差点                      |
| 福岡県道35号筑紫野古賀線       | 久保         | 太郎丸交差点                      |
| 福岡県道534号清滝古賀線 / 新道 | 新久保1丁目  |                                   |
| 国道3号 / 宗像バイパス         | 新久保1丁目  | 久保石原交差点                    |
| 福岡県道536号米多比谷山古賀線  | 花鶴丘1丁目  | 古賀橋交差点                      |
| 国道495号                      | 日吉1丁目    | 終末処理場入口交差点 / 終点       |
| 新道                           |              |                                   |
| 福岡県道534号清滝古賀線 / 現道 | 新久保1丁目  | 新道起点                          |
| 国道3号 / 宗像バイパス         | 新久保1丁目  | 久保石原（東田）交差点 / 新道終点 |

### 交差する鉄道
- 鹿児島本線

### 沿線
- 米多比郵便局
- 小野公園
- 福岡県公立古賀竟成館高等学校
- リーパスプラザこが（古賀市生涯学習センター）
- 古賀市役所
- 古賀ゴルフ・クラブ